# Order of Military Medical Merit (États-Unis)

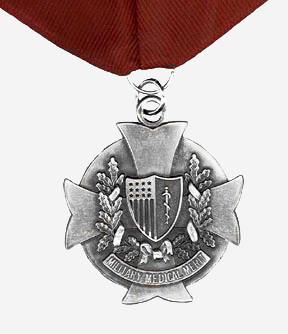
Médaillon de l'Ordre du mérite médical militaire

L'Ordre du mérite médical militaire (02M3) est une organisation privée qui a été fondée par le commandement général du Service de Santé de l'armée américaine en 1982 dans le but de reconnaître l'excellence et de promouvoir la camaraderie et l'esprit de corps parmi le personnel du service médical de l'armée (AMEDD). Le personnel médical de toutes les branches de l'armée américaine peut recevoir cette distinction. La réception dans l'ordre du mérite médical militaire récompense un service reconnu par la haute direction de l'AMEDD. L'insigne est un médaillon en laiton blanc ou en argent sterling sur un ruban marron.

## Récipiendaires notables
- Patricia Horhoho
- Geoffroy Ling
- William C.Patrick III
- Eric Schoomaker
- Vic Snyder
- Loree K. Sutton [1]
- James A. Zimble